# Märchenbilder (Schumann)
Die Märchenbilder für Klavier und Viola op. 113 sind eine Komposition von Robert Schumann.

## Entstehung
Das Werk geht wahrscheinlich auf das vierteilige Gedicht Märchenbilder zurück, das der Berliner Dichter Louis du Rieux am 19. Februar 1851 an Schumann sandte, verbunden mit der Bitte, die Verse als Vorbild für eine „Sonate“ zu wählen. Schumanns Reaktion fiel positiv aus, schon am 21. Februar antwortete er dem Dichter, er möge ihm „mehr schicken“, was aber unterblieb.
Die Komposition entstand kurz darauf, zwischen dem 1. und 4. März 1851, und erschien im Juni/Juli 1852 bei dem Kasseler Verlag Carl Luckhardt, der bereits Schumanns Fantasiestücke op. 73 und seine Fünf Stücke im Volkston op. 102 verlegt hatte.
Die Uraufführung fand am 12. November 1853 im Rahmen einer Soiree Clara Schumanns im Saal des Hotels „Zum goldenen Stern“ am Bonner Marktplatz statt. Den Violapart spielte Wilhelm Joseph von Wasielewski, der Widmungempfänger des Werks und spätere Biograph Schumanns.
Der Zyklus, bestehend aus vier lyrischen Charakterstücken, stellt eine der wenigen Originalkompositionen für die Besetzung Viola und Klavier dar.

## Satzbezeichnungen
1. Nicht schnell
 3/4-Takt, Tonart: d-Moll
2. Lebhaft
 2/4-Takt, Tonart: F-Dur
3. Rasch
 2/4-Takt, Tonart: d-Moll
4. Langsam, mit melancholischem Ausdruck
 3/8-Takt, Tonart: D-Dur